# Pavrzeljenje
Pavrzeljenje je eden izmed mehanizmov brisanja oziroma (pod)tipov elipse (brisanja vsebine na fonetični ravni), pri katerem gre za brisanje večine – vendar ne celotne – glagolske zveze v drugem delu povedi; vsaj en del glagolske zveze mora ostati neizbrisan, imenujemo ga ostanek. Pavrzeljenje se pojavlja v primerjalnih in razločevalnih kontekstih, zato se pogosto pojavlja za vezniki kot so na primer: čeprav, ampak, kot, ... Pavrzeljenje je podobno elipsi glagolske zveze (VP-elipsa), ta podobnost je bolj očitna v angleščini – prav tako kot VP-elipso ga uvaja pomožni glagol. Vendar pa je njegova distribucija bolj omejena kot distribucija VP-elipse (omejitve so bolj očitne v primerih pavrzeljenja v angleščini in ne veljajo nujno tudi za slovenske primere), kar ga povezuje tudi z vrzeljenjem. Pavrzeljenje bi tako, na podlagi omenjenih značilnosti, lahko obravnavali kot hibridno konstrukcijo, ki združuje tako lastnosti VP-elipse kot tudi vrzeljenja.

## Osnovni primeri
Naslednji pari povedi so osnovni primeri VP-elipse in pavrzeljenja. Vsak par prikazuje podobnosti in razlike med tema tesno povezanima mehanizmoma elipse. Podpisano, z manjšo velikostjo pisave ter prečrtano je označen izbrisan material.
- On pije mleko bolj pogosto kot ona pije mleko. – VP-elipsa
- On pije mleko bolj pogosto kot ona pije vodo. – pavrzeljenje
- Ona dela danes, on pa ne dela danes. –VP-elipsa
- Ona dela danes, on pa dela jutri. – pavrzeljenje
- Luka bo mogoče prebral kratko zgodbo, ampak Tina ne bo prebrala kratke zgodbe. – VP-elipsa
- Luka bo mogoče prebral kratko zgodbo, ampak Tina romana ne bo prebrala.– pavrzeljenje

V slovenščini VP-elipse in elipse pavrzeljenja ne uvaja vedno pomožni glagol, kot je to značilno za angleščino. Ostanek se v slovenščini nahaja v neposredni bližini ''pavrzeli'', na desni ali levi (v angleščini se vedno nahaja na neposredni desni strani ''pavrzeli''), v zgornjih primerih so ti ostanki: voda, jutri in roman. Prav tako kot ostanki pri vrzeljenju, morajo ostanki pri pavrzeljenju izražati nasprotje oziroma primerjavo, skratka uvajati razliko paralelnemu izrazu v predhodnem stavku. Voda v prvem primeru mora nujno pomeniti primerjavo oziroma nasprotje mleku, če temu ni tako, do pavrzeljenja ne more priti, na primer:
- *On pije mleko bolj pogosto, kot ona pije mleko. – napačno pavrzeljenje

- *Ona dela danes, on pa prav tako dela danes. – napačno pavrzeljenje

- *Luka bo mogoče prebral kratko zgodbo, ampak Tina kratke zgodbe ne bo prebrala. – napačno pavrzeljenje

Zvezdica ponazarja neslovničnost stavka. Zgornji primeri so neslovnični, ker ostanki ''pavrzeli'' ne delujejo kot opozicija paralelnemu izrazu iz predhodnega stavka.

## Nadaljnji primeri
Ni nujno, da si izbrisani deli pavrzeljenja sledijo v neprekinjenem, kontinuiranem zaporedju. Z drugimi besedami, v povedi imamo lahko dve vrzeli, na primer:
- Tina vpraša tebe za pomoč pogosteje, kot vpraša mene za pomoč. – nekontinuirano pavrzeljenje
- Šef bo prej pisal (na urnik) mene za delo v torek, kot pa pisal (na urnik) tebe za delo v sredo. – nekontinuirano pavrzeljenje

Drugi primer je še posebej zanimiv saj dokazuje, da imamo lahko pri pavrzeljenju poleg dveh ''pavrzeli'' tudi dva ostanka.
Vsi do sedaj obravnavani primeri ilustrirajo najmanj dve podobnosti med pavrzeljenjem in vrzeljenjem. Prva je ta, da mora biti ostanek pri obeh mehanizmih brisanja v nasprotju s paralelnim izrazom iz predhodnega stavka. Druga skupna lastnost, ki povezuje pavrzeljenje z vrzeljenjem, pa je ta, da sta oba pojava načeloma omejena na drugi sestavnik; skladenjska operacija naj ne bi bila izvedljiva ritensko, vrzel mora, kot je razvidno iz primerov, ki temeljijo na slovnici angleščine, slediti svojemu predhodnemu izrazu tj. izrazu iz predhodnega stavka, v nasprotnem primeru je poved neslovnična. Ta značilnost pavrzeljenje v angleščini razlikuje od VP-elipse, le-ta lahko operira naprej ali nazaj, na primer:
- Although he won't consider your proposal, she will consider your proposal. – ritensko opreativna VP-elipsa
- *Although he won't consider mine, he will consider your proposal. – spodletela namera ritenskega pavrzeljenja

- He will consider your proposal, although he won't consider mine. – uspešno pavrzeljenje po naprej

V slovenščini se podobni primeri ritenskega pavrzeljenja vsekakor zdijo sprejemljivi, kar potencialno nakazuje na možnost medjezikovnih razlik povezanih z omejitvijo distribucije pavrzeljenja.
- Čeprav ga on ne bo upošteval tvojega predloga, bo ona upoštevala tvoj predlog. – ritensko operativna VP-elipsa

- Čeprav ziher ne bo upošteval mojega predloga, bo zagotovo upošteval tvoj predlog. – ritensko pavrzeljenje

- Upošteval bo tvoj predlog, čeprav ne bo upošteval mojega. – uspešno pavrzeljenje po naprej